# Volkswagen Bora
O Bora é um sedã médio fabricado pela Volkswagen do México e que foi exportado para o Brasil, com motor 2.0 Mi, com opções de câmbio manual de 5 marchas (2000-2010), automático de 4 marchas (2000-2007) e Tiptronic de 6 marchas (2008-2010). Começou a ser fabricado em 2000 e deixou de ser importado para o Brasil no segundo semestre de 2015. Foi reestilizado três vezes desde o seu lançamento no Brasil. Foi uma versão mais barata dos sedãs de luxo no Brasil, antes de Jetta e Passat, ambos mais caros e luxuosos do que o Bora.
O Bora é a versão sedã do Golf IV, que no México tem nome de Jetta, já o Jetta, que no México se chama Bora, é a versão sedã do Golf V.
O sedã continua sendo fabricado em Puebla no México, com o nome de Clasico, sendo ainda exportado para a Argentina com o nome de Volkswagen Bora.